# Empire Builder

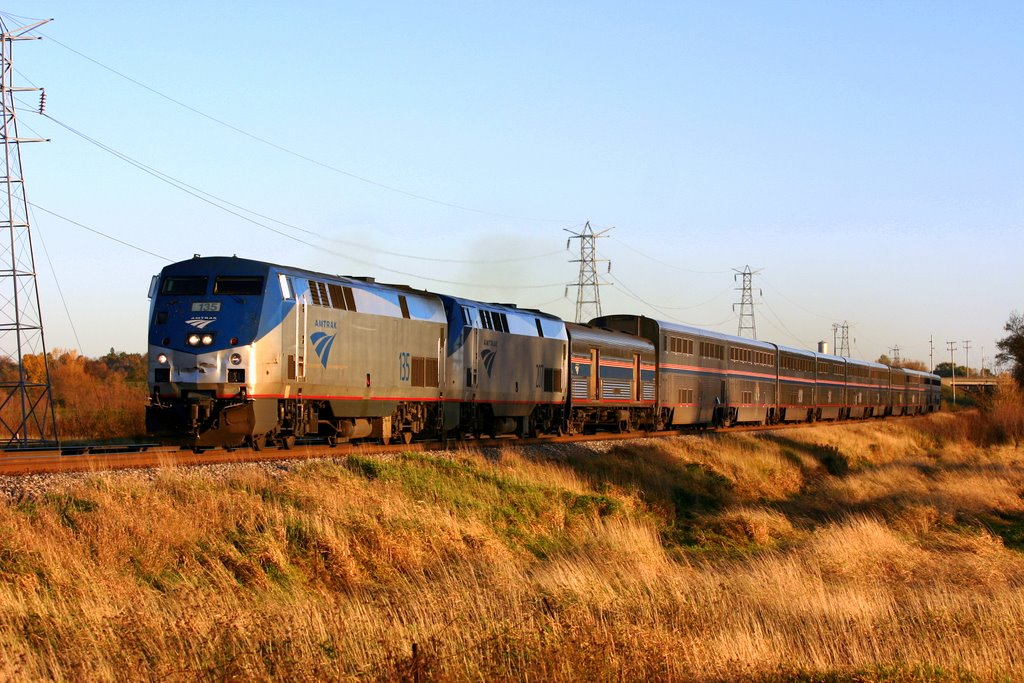
Westwärts fahrender Empire Builder in Wisconsin – hinter den Lokomotiven der Gepäckwagen, diesem folgen die doppelstöckigen Sitz- und Schlafwagen.

Der Empire Builder ist ein Fernreisezug von Amtrak, der Chicago mit Seattle und Portland an der Westküste der Vereinigten Staaten verbindet.

## Geschichte

### Entwicklung

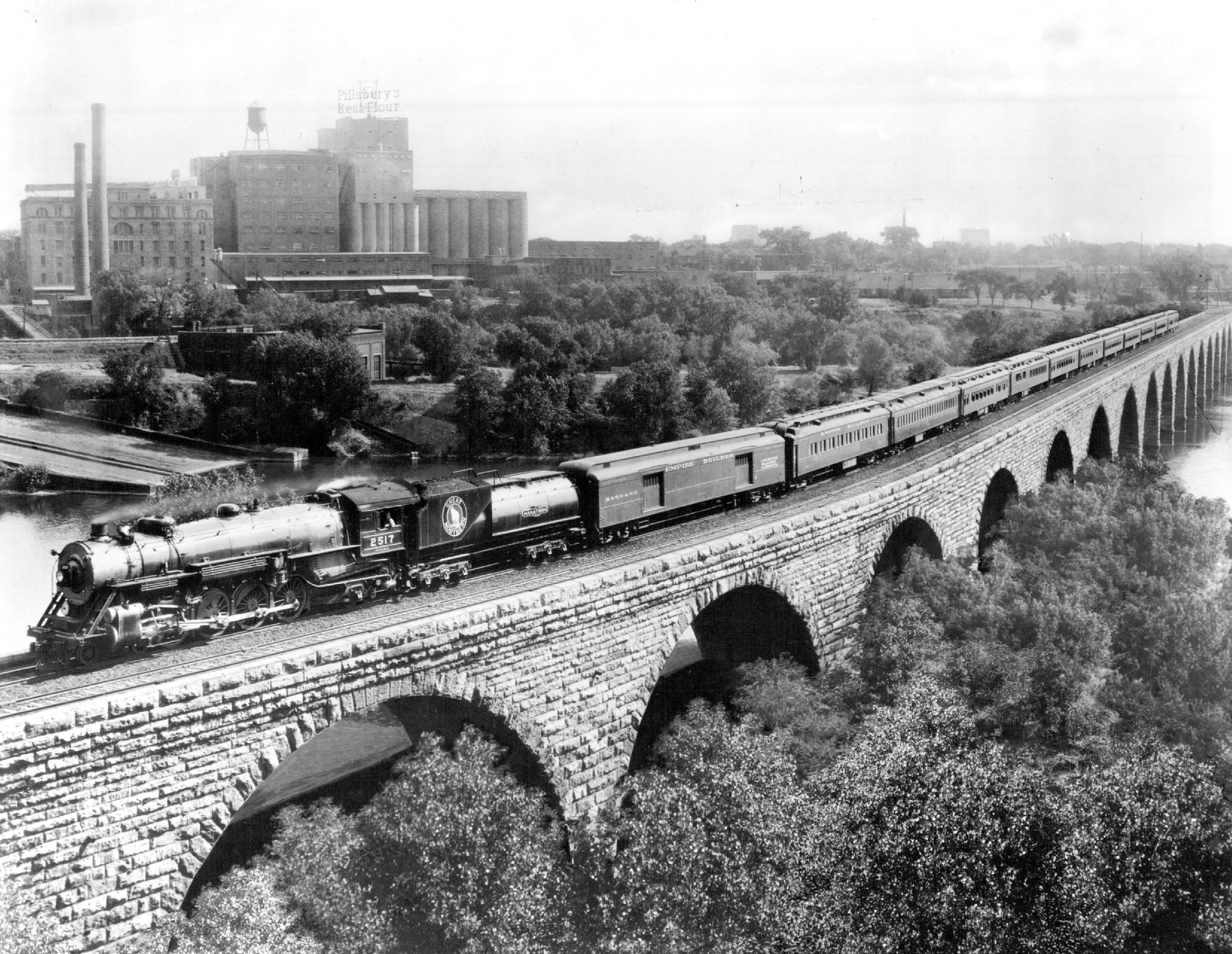
Zug in der Zwischenkriegszeit in Minneapolis

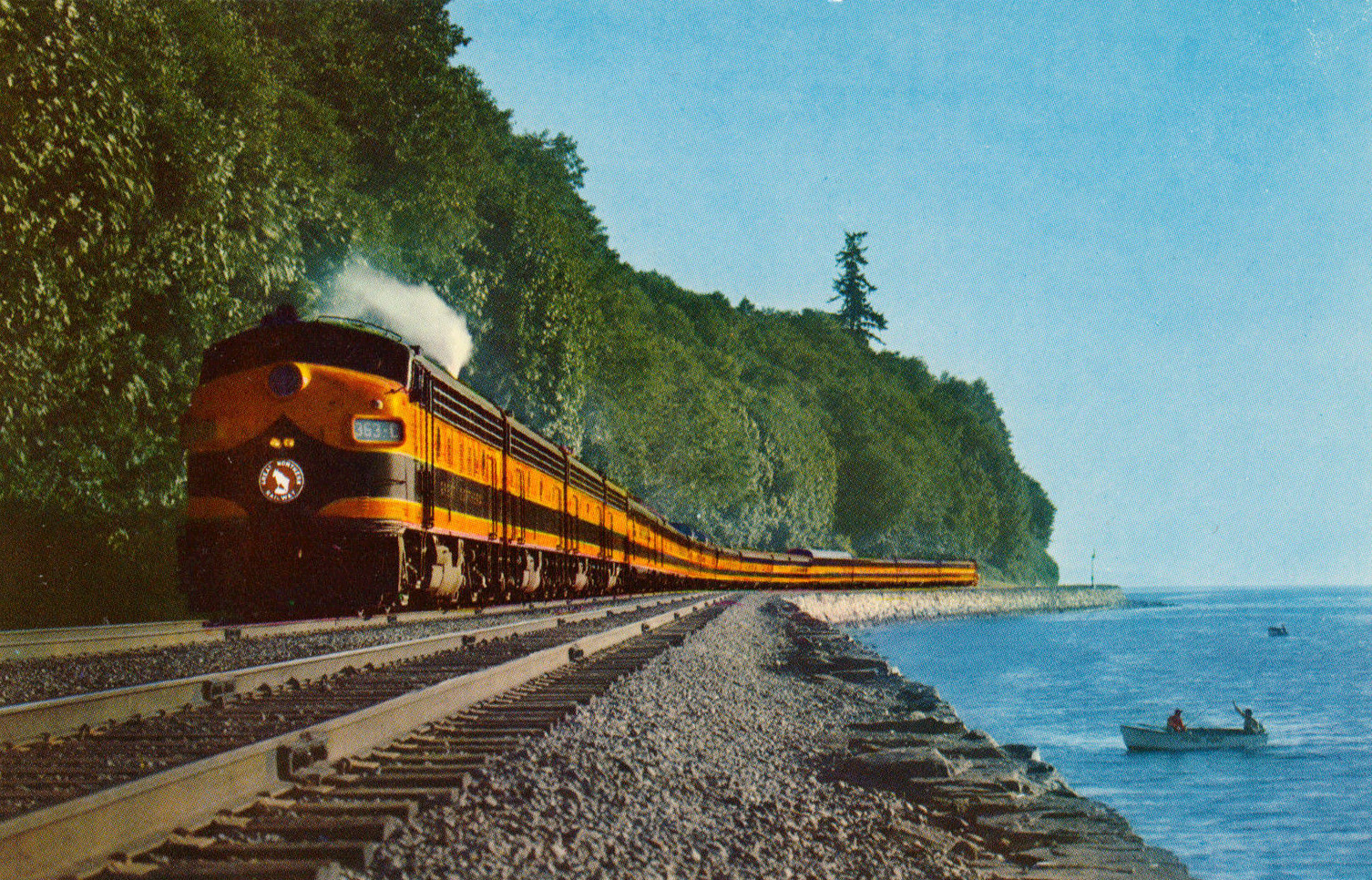
Zug um 1963 zwischen Everett und Seattle

Der Empire Builder wurde als Flaggschiff der Great Northern Railway am 11. Juni 1929 in Betrieb genommen. Der Vorgängerzug trug den Namen Oriental Limited. Der Empire Builder erhielt seinen Namen zu Ehren von James J. Hill (1838–1916), einem Unternehmer, Eisenbahnmagnaten, Gründer und Präsidenten der Great Northern Railway, der auch „The Empire Builder“ genannt wurde.
Während des Zweiten Weltkriegs befuhr der Zug eine andere Route, die mehr Städte berührte, die Fahrt aber auch verlangsamte. Ab dem 23. Februar 1947 erhielt der Zug eine stromlinienförmige Fahrzeug-Garnitur und wurde nun von Diesellokomotiven gezogen. Seit 1951 bot er wieder das volle, zuvor ein kriegsbedingt reduziertes, Angebot. Außerdem führte der Zug nun drei Wagen mit Aussichtsabteilen und zusätzlich einen kompletten Aussichtswagen für Fahrgäste der ersten Klasse. Auch einen Friseur gab es an Bord, der seine Dienste im Kanzelwagen am Schluss des Zuges anbot.
Das Konzept, den Zug in Spokane zu flügeln, bestand von Anfang an. Lediglich in den Jahren zwischen 1971 und 1981 war die Verbindung nach Portland eingestellt. Vor 1971 verkehrte der Zug zwischen Chicago und St. Paul auf der Strecke der Chicago, Burlington and Quincy Railroad über deren Hauptstrecke entlang des Mississippi durch Wisconsin. Der Zugteil von Spokane nach Portland wurde ursprünglich von der Spokane, Portland and Seattle Railway gefahren. Nach der Übernahme des Zuges durch Amtrak wurde der Fahrweg des Zuges auf die heutige Route über Milwaukee verlegt, die zuvor vom Hiawatha genutzt worden war.

### Unfälle
Der Zug war in drei schwere Unfälle verwickelt:
- 1931 geriet ein ostwärts fahrender Zug mit einer Geschwindigkeit von knapp 100 km/h bei Moorhead (Minnesota) in einen Tornado, der den Zug entgleisen ließ und einen der 83 Tonnen wiegenden Wagen 25 Meter durch die Luft schleuderte. Ein Mensch starb und 57 wurden verletzt.[2]
- Am 9. August 1945 wurde der Zug aufgrund des kriegsbedingt hohen Verkehrsaufkommens in zwei Teilen gefahren. In Michigan City, North Dakota, fuhren die beiden Züge aufeinander auf, weil die Zugsicherung ungenügend war. 34 Menschen starben. → Hauptartikel: Eisenbahnunfall von Michigan City
- Am 25. September 2021 entgleiste ein Zug, der von Chicago Richtung Portland und Seattle unterwegs war, in der Nähe der Ortschaft Joplin im Norden Montanas. Im Zug befanden sich 146 Reisende und 16 Besatzungsmitglieder. Der Zug war mit zwei Lokomotiven, einem Gepäckwagen und neun doppelstöckigen Personenwagen unterwegs. Sieben Wagen entgleisten, vier kippten um oder überschlugen sich. Es gab drei Todesopfer und 50 Verletzte.[3]

## Angebot
Der Zug verkehrt einmal täglich ab Portland, Seattle und Chicago. In westlicher Richtung trägt er die Zugnummer 7, in östlicher die Nr. 8. Der Flügelzug nach Portland besteht aus einer Kurswagengruppe, die in Spokane vom Zug getrennt und ihm in der Gegenrichtung dort beigestellt wird. Der Zug führt doppelstöckige Sitz- (Coach Class) und Schlafwagen (Sleeper). Letztere bieten vier unterschiedliche Arten von Schlafkabinen an. Außerdem führt der Zug zwischen Seattle und Chicago einen Speisewagen und zwischen Portland und Chicago einen Aussichtswagen mit Bistro.

## Reiseverlauf

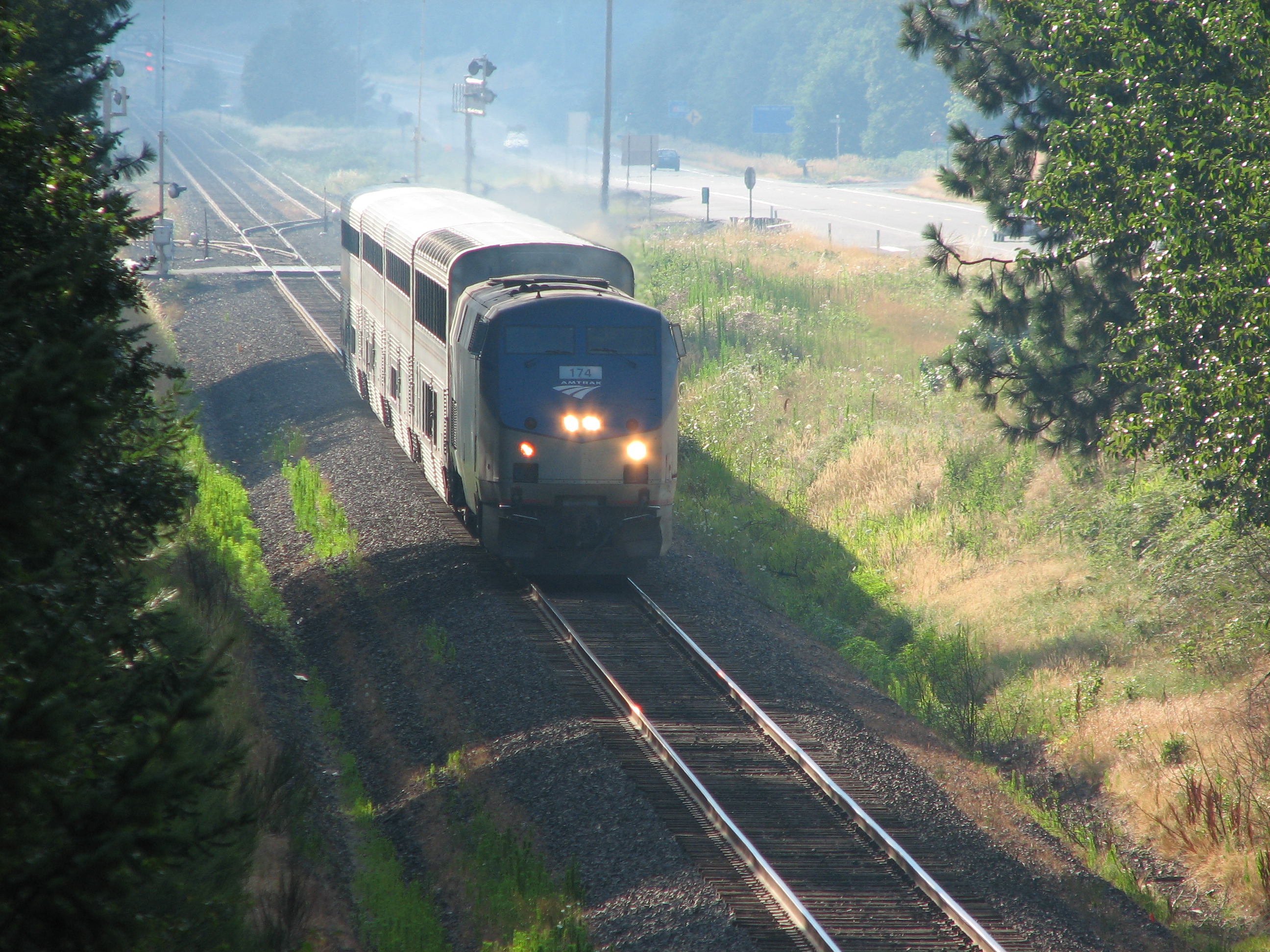
Kurswagengruppe von Portland auf der Fahrt Richtung Spokane

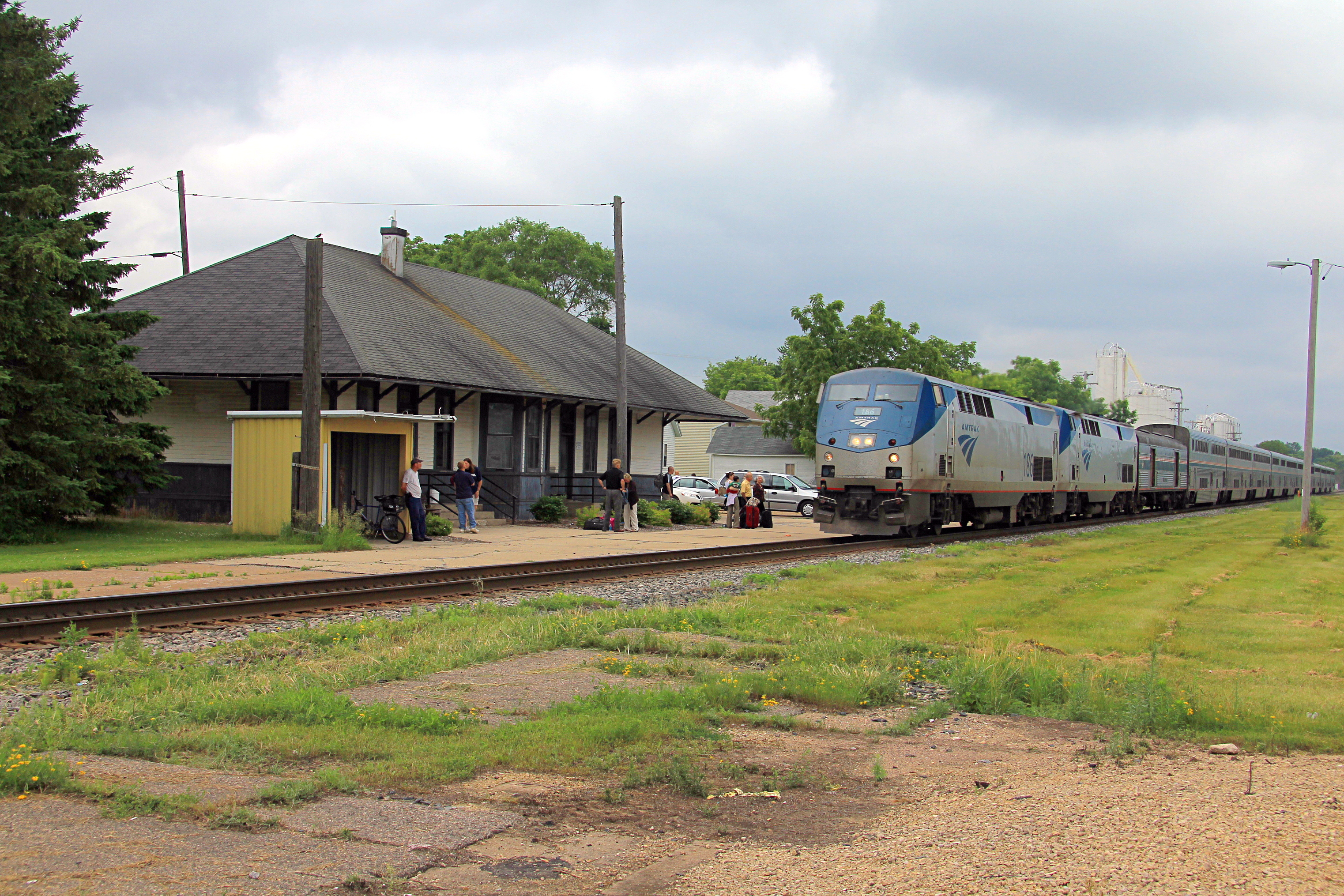
Amtrak Empire Builder in Tomah, Wisconsin

Die Reisedauer für die ca. 3600 km lange Strecke beträgt knapp zwei Tage. Der Zug fährt durch drei Zeitzonen. Dabei nutzt der Zug die Eisenbahninfrastruktur von drei Anbietern:
- METRA zwischen Chicago und Glenview
- Canadian Pacific Railway zwischen Glenview und Minneapolis
- BNSF Railway zwischen Minneapolis und Seattle / Portland.

Von Chicago fährt der Zug durch den Mittleren Westen (Illinois, Wisconsin, Minnesota und North Dakota) und die weiten Flächen des Staates Montana, bevor er nach rund 27 Stunden Fahrzeit Shelby erreicht. Von dort aus beginnt ein langsamer Anstieg in die Rocky Mountains mit einem ersten Halt (nur im Sommer) in East Glacier Park. Kurz nach Verlassen des Bahnhofs East Glacier Park fährt der Zug über Marias Pass, mit 1588 Metern der höchste Punkt der Reise. Der weitere Streckenverlauf bis West Glacier Park bildet zugleich die südliche Grenze des Glacier-Nationalparks. In der Folge steuert der Zug die Ortschaft Whitefish an, ein beliebter Urlaubsort und Ausgangspunkt für Besuche im Glacier-Nationalpark. Der Empire Builder durchquert nun das nördliche Idaho, bevor er im Bundesstaat Washington Spokane erreicht. Dort wird der Zug geteilt.
Der Hauptzug inklusive des Speisewagen fährt über die Kaskadenkette und durch den 12.537 Meter langen Kaskadentunnel nach Everett und weiter nach Seattle. Die Kurswagengruppe nach Portland mitsamt dem Aussichtswagen fährt eine lange Strecke entlang des Columbia River.